# ماري إليزابيث تورنر سالتر
ماري إليزابيث تورنر سالتر (بالإنجليزية: Mary Elizabeth Turner Salter)‏ هي ملحنة ومغنية أمريكية، ولدت في 15 مارس 1856، وتوفيت في 1938 في أورانجبورغ في الولايات المتحدة.

## وصلات خارجية
- ماري إليزابيث تورنر سالتر على موقع ميوزك برينز (الإنجليزية)